# English as She Is Spoke
English as She Is Spoke è il titolo con cui è noto nel mondo anglofono O Novo Guia de Conversação, em Portuguez e Inglez, em Duas Partes, un libro portoghese pubblicato nel 1855 e scritto da Pedro Carolino, un traduttore (la cui vera identità non è stata scoperta) che accreditò come coautore il linguista José da Fonseca (1788-1866), ma senza il suo consenso. Proposto come guida di conversazione dal portoghese all'inglese comprendente vocaboli, dialoghi, aneddoti e proverbi, è divenuto in seguito un classico dell'umorismo involontario a causa dei suoi numerosi errori di traduzione, che suggerivano frasi in inglese completamente sgrammaticate. Il titolo stesso English as She Is Spoke è usato al giorno d'oggi in maniera allusiva per indicare un esempio stereotipato di pessima grammatica inglese.

## Origini
Secondo le ricerche effettuate nel 2002 da Alexander MacBride, professore del Dipartimento di Linguistica della UCLA, il libro fu scritto, su richiesta di un editore, da Pedro Carolino a partire da O Novo guia da conversação em francês e português, una guida di conversazione dal portoghese al francese redatta da José da Fonseca nel 1836 e ristampata nel 1853, senza richiedere il permesso all'autore originario.
Il vero problema, in realtà, è che Carolino non possedeva alcuna nozione dell'inglese e che tutto il suo libro non fu altro che una traduzione letterale grossolana della guida di Da Fonseca, compiuta con l'ausilio di un dizionario francese-inglese. Comparando altri testi pubblicati da Da Fonseca, si è scoperto che era uno scrittore competente e che quasi certamente non fu consultato per contribuire alla realizzazione del libro, in quanto serviva esclusivamente per dare più credibilità a Carolino.
La scoperta del libro da parte del mondo anglofono è da ascrivere ad un viaggiatore britannico in visita a Macao negli anni sessanta dell'Ottocento, che rimase sbalordito nel constatare che era usato regolarmente nell'isola come libro di testo scolastico e, una volta rientrato a Londra, lo recensì con un articolo giornalistico.

## Citazioni
Mark Twain, che scrisse un'introduzione per l'edizione pubblicata negli Stati Uniti nel 1883, affermò che:
(Mark Twain)
Stephen Pile menziona l'opera di Carolino nel suo libro The Incomplete Book of Failures, commentandola così:
(Stephen Pile)
La frase errata To craunch a marmoset, inserita nella sezione dedicata a idiotismi e proverbi, si riferisce al tentativo dell'autore di tradurre l'espressione idiomatica francese croquer le marmot, che significa "annoiarsi aspettando".

## Frasi d'esempio
| Frase in portoghese                                                 | Traduzione in inglese secondo il libro                                               | Traduzione in italiano                                              | Traduzione corretta in inglese                                       |
| ------------------------------------------------------------------- | ------------------------------------------------------------------------------------ | ------------------------------------------------------------------- | -------------------------------------------------------------------- |
| As paredes têm ouvidos.                                             | The walls have hearsay.                                                              | Le pareti hanno orecchi.                                            | (The) walls have ears.                                               |
| Anda de gatinhas.                                                   | He go to four feet.                                                                  | Cammina a gattoni.                                                  | He's crawling.                                                       |
| A estrada é segura?                                                 | Is sure the road?                                                                    | La strada è sicura?                                                 | Is the road safe?                                                    |
| Sabe montar a cavalo.                                               | He know ride horse.                                                                  | Sa cavalcare.                                                       | He can ride a horse.                                                 |
| Quem cala consente.                                                 | That not says a word, consent.                                                       | Chi tace acconsente.                                                | Silence gives consent.                                               |
| Que faz ele?                                                        | What do him?                                                                         | Che sta facendo?                                                    | What does he do? / What is he doing?                                 |
| Tenho vontade de vomitar.                                           | I have mind to vomit.                                                                | Sto per vomitare.                                                   | I feel sick / I am going to puke.                                    |
| Este lago parece-me bem piscoso. Vamos pescar para nos divertirmos. | That pond it seems me many multiplied of fishes. Let us amuse rather to the fishing. | Questo lago sembra molto pescoso. Andiamo a pescare per divertirci. | This lake looks full of fish. Let's have some fun fishing.           |
| Bem sei o que devo fazer ou me compete.                             | I know well who I have to make.                                                      | So bene ciò che devo fare o che mi compete.                         | I know very well what I have to do and what my responsibilities are. |

## Cronologia delle pubblicazioni
- 1853 — A Parigi, J.-P. Aillaud, Monlon e Ca pubblica la guida di conversazione portoghese–francese O Novo guia da conversação em francês e português di José da Fonseca. La Biblioteca Nacional portoghese possiede una copia di questo libro con il numero di catalogo L.686P. Un'altra copia è conservata presso la Biblioteca nazionale di Francia con il numero di catalogo FRBNF30446608.
- 1855 — A Parigi, J.-P. Aillaud, Monlon e Ca pubblica la guida di conversazione portoghese-inglese O Novo Guia de Conversação, em Portuguez e Inglez, em Duas Partes (letteralmente "La nuova guida di conversazione, in portoghese ed inglese, in due parti", con paternità attribuita a José da Fonseca e Pedro Carolino. Una copia di questo libro è conservata presso la Biblioteca nazionale di Francia con il numero di catalogo FRBNF30446609. Esiste un'altra copia anche presso la Bodleian Library, ad Oxford.
- 1883 — Il libro viene pubblicato a Londra con il titolo English as She Is Spoke. Nello stesso anno viene pubblicata a Boston anche la prima edizione americana con un'introduzione di Mark Twain.
- 1969 — Il libro viene ripubblicato a New York a cura di Dover Publications con il titolo English as she Is Spoke; the new guide of the conversation in Portuguese and English (ISBN 0-486-22329-9).
- 2002 — Viene pubblicata una nuova edizione curata da Paul Collins e facente parte della collana Collins Library, edita da McSweeney's (ISBN 0-9719047-4-X).
- 2002 — Viene pubblicata a Rio de Janeiro l'edizione brasiliana a cura di Casa da Palavra (ISBN 85-87220-56-X), tratta dalle copie dell'edizione del 1855 conservate nella Biblioteca nazionale di Francia e nella Bodleian Library.
- 2004 — Viene pubblicata una versione tascabile revisionata della succitata edizione della Collins Library (ISBN 1-932416-11-0).

## Libri correlati
English as She Is Spoke ha ispirato altre pubblicazioni analoghe, tra cui:
- English as She Is Wrote (1883);
- Ingglish az she iz spelt (1885) di Fritz Federheld (pseudonimo di Frederick Atherton Fernald);
- English as She Is Taught (1887) di Caroline B. Le Row, anch'essa con un'introduzione di Mark Twain;[10]
- Britain as She Is Visit (1976) di Paul Jennings, una finta guida turistica con uno stile simile al libro originario;
- Rails as She Is Spoke (2012) di Giles Bowkett, una guida umoristica sui problemi di programmazione orientata agli oggetti del framework Ruby on Rails.